# Festa di sant'Antonio Abate (Misterbianco)
La festa di sant'Antonio Abate o Festa Grande a Misterbianco, in provincia di Catania, è una delle più importanti festività religiose della Sicilia orientale.
Rispetto alla celebrazione annuale del santo, il 17 gennaio, la Festa Grande è una celebrazione aggiuntiva che si tiene ogni tre anni nei giorni che precedono e seguono la prima domenica di agosto, dal giovedì al lunedì.
La festa è iscritta nel Registro delle Eredità Immateriali della Regione Sicilia.

## La reliquia
Nella chiesa di san Nicola a Misterbianco è custodita dal XVII secolo una reliquia di sant'Antonio Abate, un braccio contenuto in un reliquiario d'argento. La reliquia era stata ottenuta da Roma tramite l'intercessione di una figura ecclesiastica locale e venne inviata a Misterbianco attraverso un rappresentante dei Carmelitani. L'autorizzazione per l'esposizione e la processione, richiesta del cappellano della chiesa e dei rettori, fu approvata nel 1615 dal Vicario generale e dal Vescovo.
Inizialmente, sia la reliquia di sant'Antonio Abate che una reliquia di san Nicola furono collocate in un braccio d'argento, come documentato in una visita pastorale.
Dopo l'eruzione del 1669, che causò la distruzione di Misterbianco e la successiva ricostruzione, la reliquia fu trasferita nel nuovo paese senza però il braccio d'argento originale. Nel 1720 fu costruito un nuovo reliquiario; le informazioni relative al cesellatore, al console e al marchio di garanzia sono andate perse, probabilmente a causa di un restauro eseguito nel 1830.
Dopo il Duemila, la reliquia viene esposta solo durante i giorni di festa, il 17 gennaio e durante la Festa Grande

## Suddivisione dei quartieri
Misterbianco è diviso in quartieri o "partiti" ognuno dei quali ha dedicato alla figura di Sant'Antonio Abate un inno chiamato "'a Cantata". Nei giorni della Festa Grande, durante il giro del simulacro, gli inni vengono cantati dai cittadini accompagnati da un corpo musicale. La divisione in quartieri è la seguente: S. Nicolò, corrispondente al quartiere "Panzera"; S. Orsola, corrispondente al quartiere "Manganeddi"; La Madre Chiesa o "dei Mastri", corrispondente al centro storico del paese; S. Angela Merici per il "Quartiere delle Terme", costituito nel 1992.

## Festa e cerimonie religiose
Per la Festa Grande vengono portati in giro per il paese quattro cerei, costruiti in legno dorato, la cui origine deriva dall’offerta al Santo di candele in segno di devozione da parte dei fedeli. Portare il cereo più grande (chiamato "Candelora") generava molte dispute, così si affermò l'uso delle "Varette", ovvero costruzioni artigianali abbellite da fregi e festoni che resero il cero un elegante candelabro alto cinque metri. I quattro cerei, portati a spalla da alcuni portantini, rappresentano le diverse categorie o gruppi sociali del paese: Carrettieri e Camionisti, Vigneri, Pastori e Maestri. Il cereo dei Carrettieri e dei Camionisti è il più antico (1865) e piccolo. Il cereo dei Pastori (1909) è il più pesante e presenta delle pitture che raffigurano episodi della vita del Santo. Il cereo dei Vigneri (1875) ha la forma di un candelabro. Infine, il cereo dei Maestri (1910) è in stile Liberty.

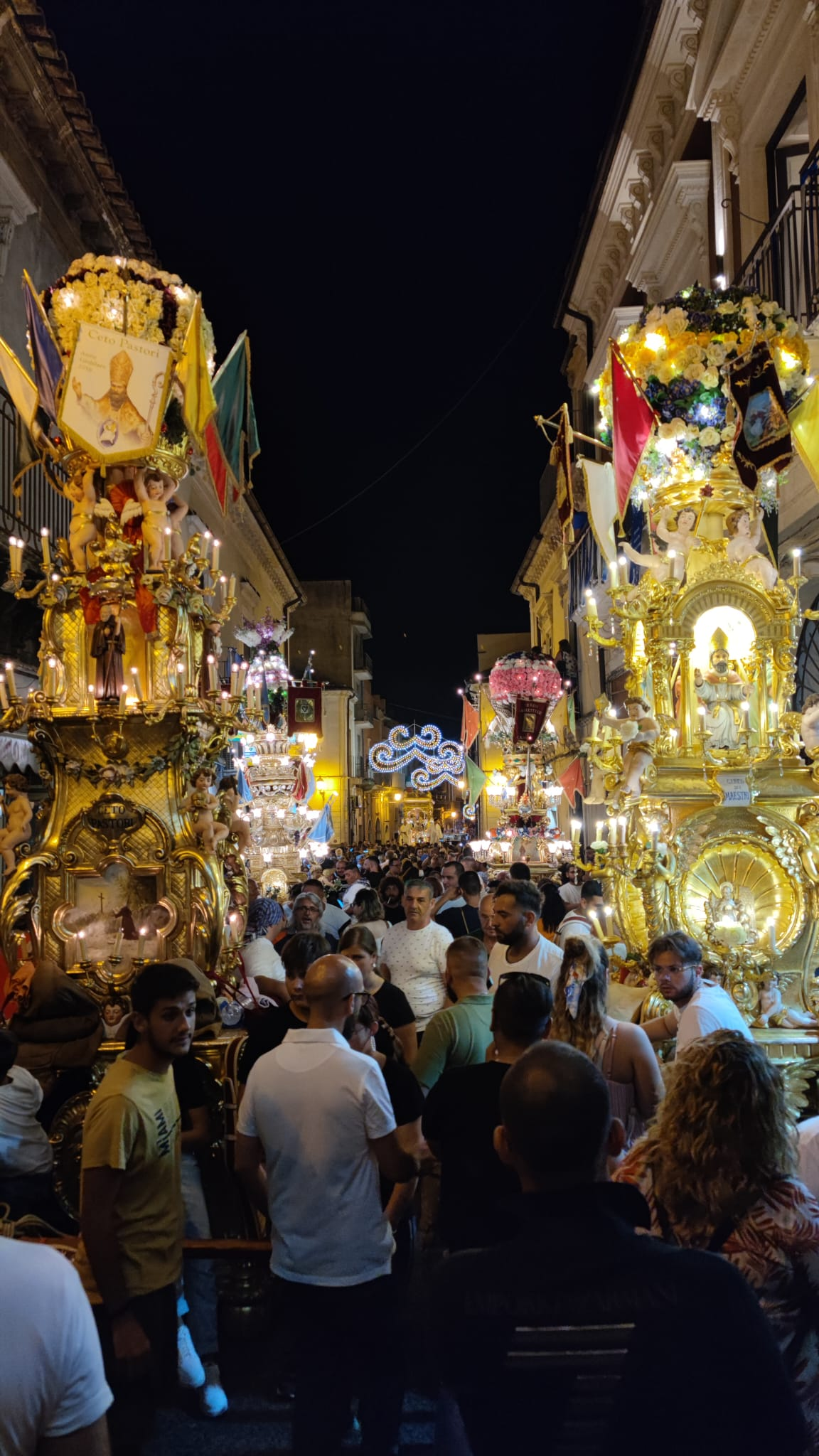
I quattro cerei portati durante la camminata del santo patrono

### I Solenni Festeggiamenti
La Festa Grande in onore di sant'Antonio Abate, Patrono di Misterbianco, si tiene ogni tre anni e coinvolge la popolazione locale, la Commissione centrale, i comitati dei cerei, dei "partiti", il clero e l'amministrazione comunale. L'organizzazione dei festeggiamenti inizia mesi prima dell'evento, ovvero subito dopo l'annuncio del parroco, alla fine della Santa Messa serale celebrata per la festa liturgica, il 17 Gennaio. In occasione dell'annuncio tanto atteso, vengono eseguiti i tradizionali 101 colpi a cannone, uditi anche dai paesi limitrofi. A cadenza lenta e costante, i forti boati dei colpi a cannone confermano così al popolo gli imminenti festeggiamenti estivi in onore del Santo Patrono.
I festeggiamenti iniziano il giovedì con l'uscita degli artistici cerei votivi: dalla chiesa di San Nicolò escono festosamente i cerei Carrettieri e Camionisti e i Vigneri, mentre dalla Chiesa Madre i Maestri e i Pastori. Il Venerdì, i cerei (varette) continuano ad animare i festeggiamenti tra le vie del paese. La giornata si conclude in Piazza della Repubblica, dove i quattro cerei si sfideranno nelle loro tradizionali danze, accompagnati dalle bande musicali. Sabato, vigilia della Festa, le uscite delle varette proseguono mentre le danze si spostano al quartiere chiamato "Quattro Canti" situato all'incrocio tra Via Giordano Bruno e Via Giacomo Matteotti, dove una folla numerosa attende l'ingresso dei cerei, che si dispongono lungo la via Matteotti in base all'ordine tradizionale: Maestri, Pastori, Carrettieri-Camionisti e Vigneri. Durante l'ingresso di ciascun cereo si svolge lo spettacolo pirotecnico; per questo, la giornata viene anche chiamata "Festa del fuoco". Successivamente ai fuochi pirotecnici, le varette vengono collocate nella Chiesa Madre, in attesa dell'imminente giorno di Festa.
La domenica è il giorno principale della Festa Grande. In questa occasione, il simulacro di Sant'Antonio Abate, una volta uscito festosamente dalla Chiesa Madre, accompagnato  dal suono delle campane e dallo sparo di colpi a cannone e mortaletti, viene posto sull'artistico fercolo, dove verrà portato in processione per le strade di tutto il paese. La processione coinvolge l'intera comunità e si svolge lungo un percorso tradizionale. Durante la giornata si svolgono inoltre attività ed eventi legati alla festa.
Il lunedì viene ripetuta la processione della domenica. Il simulacro di Sant'Antonio Abate accompagnato dai cerei e dalla banda musicale, effettua un secondo giro per le strade del paese.